# Aversor
Aversor — вимерлий рід емболомери, що мешкав у ранній пермі Росії. Він містить єдиний вид, Aversor dmitrievi, який заснований на фрагментах черепа та щелепи з Інтинської Світи (Інтинська свита) поблизу Печори. Можливо, це був наймолодший відомий еогіринід і був наймолодшим відомим емболомером до відкриття Seroherpeton, пізньопермського емболомера, описаного в 2020 році. Aversor і Seroherpeton жили на вищих широтах, ніж старіші емболомери, що свідчить про те, що група покинула посушливі екваторіальні райони раніше до їхньої остаточної загибелі.